# Kevin Saunderson
Kevin Saunderson (Kevin Maurice Saunderson, rođen 5. rujna 1964. godine, Brooklyn, New York), američki je glazbeni producent koji se afirmirao u žanru house glazbe, a također je u suradnji s pjevačicom Paris Grey tvorac detroitskog sastava Inner City kojeg su zajednčki oformili 1987 godine. Poznat je također po suradnjama s mnogim drugim glazbenicima, gdje treba izdvojiti njegovu suradnju s američkom pjevačicom Paulom Abdul gdje je radio na njezinom albumu Shut up and dance iz 1990. godine.